# 7 křišťálových koulí
7 křišťálových koulí (francouzsky Les 7 boules de cristal) je 13. díl komiksové série Tintinova dobrodružství, jejímž autorem je belgický scenárista a kreslíř Hergé. Příběh 7 křišťálových koulí vycházel časopisecky na pokračování v letech 1943–1944, v podobě alba byl poprvé vydán v roce 1948. V češtině byl poprvé vydáván na pokračování v letech 1997–1998, knižně roku 2009. Na 7 křišťálových koulí dějově přímo navazuje následující komiks Chrám Slunce.
V roce 1969 vznikla animovaná filmová adaptace Tintin a chrám Boha slunce, jejíž děj zahrnuje komiksy 7 křišťálových koulí a Chrám Slunce.

## Vydání a jiné verze
Historie vydání 13. dílu je komplikovaná. Příběh nejprve vycházel na pokračování v novinách Le Soirv letech 1943–1944 a čítal 152 černobílých částí. V září 1944 byla Belgie osvobozena od německých okupantů. Vydávání příběhu bylo přerušeno u strany 57 konečného textu, kdy se Tintin setkává s generálem Alcázarem. Pak se příběh zastavil téměř na dva roky – Hergé totiž nesměl dál publikovat, protože Spojenci jej podezírali ze spolupráce s nacisty; dovolil totiž, aby Tintina otiskoval deník kontrolovaný Němci. Po noci strávené ve vězení a třech výsleších byl nakonec žaloby zproštěn. Událost Hergého hluboce poznamenala a do jeho jinak optimistických příběhů se poprvé vkradl jistý pesimismus. Konec příběhu vyšel barevně v novém týdeníku Tintin v letech 1946–1948. Hergé v roce 1948 příběh přepracoval do verze se 62 stranami. V Česku byl příběh vydáván nejdříve na pokračování v letech 1997–1998 v časopise Květy, první knižní vydání vydal Albatros v roce 2008.

## Děj
Tintin čte ve vlaku noviny, ve kterých se píše o sedmi badatelích, kteří se právě vrátili z dvouleté cesty, na které prozkoumávali Andy. Neznámý muž mu řekne: "Pomyslete na všechny ty egyptology, kteří záhadně zemřeli, když otevřeli hrobku faraona... A ti, co znesvětili hrob toho Inky, dopadnou stejně, uvidíte...". Potom všechny členy expedice, která se právě vrátila z And, kde odkryla hrobku Inky, Rascara Capaca, zachvátí záhadná choroba. Jediným vodítkem k vyřešení případu členů expedice, kteří leží v letargii v nemocnici, jsou křišťálové střípky, nalezené u všech obětí.
Tintin, Kapitán Haddock a profesor Tryfon Hluchavka jsou mezitím u Hluchavkova přítele, profesora Bergamotta, sedmého účastníka andské expedice a zároveň vlastníka mumie Rascara Capaca. Mumie se záhadně vypaří, když pokojem proběhne ohnivá koule; a potom, co každého ve snech navštíví mumie, nalézá trojlístek ve složení Tintin, Haddock a Hluchavka Bergamotta v kómatu se střípky křišťálu v jeho posteli. Útočník obešel hlídající policisty komínem a nikomu se nepodařilo ho zasáhnout. Bergamott se později probouzí, ale pouze vykřikuje něco o záhadných postavách, které na něj útočí. Tintin navštíví nemocnici, kde si všichni členové expedice ve stejný čas procházejí stejnou hrůzou.
Nezávisle na tom si Hluchavka natáhne náramek, který na sobě původně měla mumie (přitom poznamenává, že mu ohromně sluší), a záhadně zmizí. Když Tintin s Haddockem hledají Hluchavku a najdou jeho deštník, společně vyvodí, že na něj útočník skočil ze stromu a zneškodnil ho. Poté na ně kdosi vystřelí, oni ho pronásledují až k černému autu, ve kterém střelec unáší profesora. Haddock s Tintinem zavolají policii a ta postaví barikády, únosci jimi přesto projedou. Tintin a Haddock únosce pronásledují do La Rochelle, kde zjišťují, že Hluchavka odjíždí na lodi Pachacamac do Peru.